# 郵件 (蘋果)
郵件（英語：Mail）是苹果公司Mac OS X操作系统中的一个電子郵件用戶端。它最初是由NeXT为Nextstep操作系统设计的NeXTMail，在苹果收购了NeXT后，它成了OS X上的郵件。
郵件使用SMTP、POP3和IMAP协议，并且通过IMAP支持MobileMe以及Exchange。iPhone和iPod touch使用的是郵件的移动版。

## 历史
郵件第一次是以NEXTSTEP操作系统中的邮件程序出现的，当时它叫NeXTMail。在NeXTMail首次出现的时候，它是一个革非常创新的邮件程序，因为它支持丰富的包含图片和声音信息的文本格式。它也支持MIME的email与纯文本格式以便向后兼容。当用户第一次打开NeXTMail时，它会默认播放一段蘋果公司執行長史蒂夫·賈伯斯（Steve Jobs）所錄製的聲音。
当苹果将NeXTSTEP改写成Mac OS X时，整个操作系统和程序都经历了许多不同的阶段。在一个代号为"Rhapsody"以及其它OS X的测试版中，Mail的名称为MailViewer。然而，在Mac OS X的第三个开发者版中，Mail最终只是简单的称为Mail。

### Mail 1
在Mac OS X v10.3以及之前的Mac OS X中，一些苹果的应用程序整合了Mail，如Address Book、iChat和iCal。它的一些特性包括垃圾邮件过滤和多帐户管理。

### Mail 2
Mail 2与Mac OS X v10.4 "Tiger"一同于2005年4月29日推出。
包含于Mail 2中的新特性：
- "Smart mailboxes"使用Spotlight技术将邮件分类存放到不同的文件夹中。
- 能将标记了的邮件排成低、普通或高优先级，并将这些优先顺序应用于邮件规则和Smart mailboxes。
- 增加了改变图片大小的工具(能在图片被发送之前更改大小，防止了太大的e-mail附件)。
- 能以全屏幻灯片形式查看e-mail图片。
- 增加了家长控制功能，能设置谁可以发邮件给孩子。
- 增加了对邮件中的HTML的支持。

### Mail 3
Mail 3与Mac OS X v10.5 Leopard一同推出,它现在包括了能处理标准HTML格式的个性化工具。Mail 3 也提供了能与iCal同步的Notes和To-dos以及一个内置的RSS阅读器。除了MobileMe的订阅服务之外，它现在还能将address book与Yahoo! contacts 进行同步。 Mail 3还加入了对IMAP IDLE的支持。

### Mail 4
Mail 4與Mac OS X v10.6 Snow Leopard一同於2009年8月發佈，為Snow Leopard之集成軟件及系統功能，不提供獨立下載。新版本加入了Microsoft Exchange郵件伺服器支援，用戶可以使用Mail內建的自動發現功能設定帳號，收取Microsoft Exchange伺服器上的資料。